# Vamos a bailar (Esta vida nueva)
Vamos a bailar (Esta vida nueva) è un singolo del duo musicale italiano Paola & Chiara, pubblicato il 7 aprile 2000 come primo estratto dal terzo album in studio Television.

## Descrizione
Il brano, scritto, prodotto e arrangiato dalle stesse cantanti, viene inizialmente presentato alla commissione artistica del Festival di Sanremo 2000, da cui viene scartato. Pubblicato qualche mese dopo, diventa il tormentone estivo del 2000: alle finali del Festivalbar riceve il Premio radio e vince nella sezione Big di Un disco per l'estate. Rimane per numerose settimane nella classifica dei singoli più venduti in Italia, mantenendo il primo posto per quattro settimane. È stato frequentemente trasmesso in radio, raggiungendo la posizione numero 1 dell'airplay.
Il singolo, il più venduto del duo, viene registrato anche in inglese (con la collaborazione di Gary Kemp, ex degli Spandau Ballet) e spagnolo ed esce in vari Paesi del mondo, lanciando Paola & Chiara sul mercato estero e aprendo le frontiere di vendita del loro disco fuori dall'Italia. Per soddisfare le richieste di promozione all'estero, le due sorelle sono volate in Germania, Svezia e Spagna, ma anche negli Stati Uniti, per esibirsi nelle reti televisive locali, e si sono anche prestate a cantarlo sul palco di Top of the Pops, nelle sue versioni italiana e tedesca.

## Accoglienza
Il brano è ritenuto tra i migliori tormentoni estivi dalla critica specializzata, nonché tra i brani che hanno influenzato l'industria musicale italiana all'inizio degli anni 2000. Grazie al successo del singolo, Paola & Chiara ottengono la nomination agli MTV Europe Music Awards del 2000 (svoltosi a Stoccolma) nella categoria Best Italian Act.
Nel 2009 è stato inoltre eletto Miglior tormentone estivo degli ultimi 20 anni dai lettori di TV Sorrisi e Canzoni. La medesima rivista ha inserito il brano nella lista delle migliori canzoni pop italiane degli anni 2000. Filippo Ferrari di Rolling Stone Italia ha incluso il brano in una lista dedicata al duo tra le 10 canzoni che sono meglio dei tormentoni attuali.
Il 30 maggio 2025 il brano viene coverizzato e riadattato in lingua tedesca dalle cantanti Alisha e Maria Linda, con la produzione di Stefano Maggio, col titolo Vamos a bailar (Nay nay na).

## Riconoscimenti
Italian Music Awards
- 2001 – Candidatura al miglior singolo italiano[16]

Un disco per l'estate
- 2000 – Vincitore della sezione Big[17]

Festivalbar
- 2000 – Premio Radio[18]

## Video musicale
Il video musicale, diretto da Luca Guadagnino, mostra le due sorelle in una stanza piena di lunghi fili dai quali esse cercano di liberarsi. Si alternano inoltre scene in cui le artiste cantano sedute su poltrone o in piedi di fronte a specchi, ad altre in cui ammiccano seminude in pose sensuali.
Esiste un video differente per la versione spagnola e inglese del brano, realizzato sullo sfondo di una villa oceanica, in cui le due artiste cantano a bordo di una piscina fra altri bagnanti assopiti languidamente.
Le riprese di uno dei due video sono ambientate nello show room di Cappellini a Milano e curate dalla Groucho Film.

## Tracce
Singolo italiano
1. Vamos a bailar (Esta vida nueva)
2. Arsenico
3. Vamos a bailar (Pool-K Remix)
4. Vamos a Bailar (Pool-K Radio Mix)
5. Vamos a Bailar (Instrumental)

Spanglish Version
1. Vamos a bailar (Esta vida nueva) Album Version
2. Esta vida nueva (Vamos a bailar) Spanglish Version

Singolo italiano (Remix by Alex Farolfi + Spanglish Version)
1. Remix Extended Version
2. Remix Radio Version
3. Additional Version
4. Pool-K Remix Extended
5. Album Version
6. Esta vida nueva (Vamos a bailar) Spanglish Version

Singolo inglese
1. Esta vida nueva (Vamos a bailar) (English Version Rapino Brothers Rmx Edit)
2. Vamos a bailar (Esta vida nueva) (Italian Album Version)

Singolo tedesco (Remixes by The Rapino Brothers)
1. Esta vida nueva (Vamos a bailar) Rapino Brothers Rmx Edit
2. Esta vida Nueva (Vamos a bailar) English Version
3. Esta vida Nueva (Vamos a bailar) Rapino Brothers Club Mix
4. Vamos a bailar (Esta vida nueva) Italian Version

Singolo spagnolo
1. Vamos a bailar (Esta vida nueva) Spanish Version
2. Vamos a bailar (Esta vida nueva) Spanish Version - Alex Farolfi Rmx Radio Edit
3. Vamos a bailar (Esta vida nueva) Italian Album Version
4. Esta vida nueva (Vamos a bailar) English Version
5. Esta vida nueva (Vamos a bailar) Rapino Brothers Rmx Edit

## Formazione
- Paola Iezzi – voce
- Chiara Iezzi – voce
- Roberto Baldi – tastiere, pianoforte, programmazione
- Francesco Saverio Porciello – chitarra acustica

## Classifiche

### Classifiche settimanali
| Classifica (2000) | Posizione massima |
| ----------------- | ----------------- |
| Belgio (Vallonia) | 60                |
| Germania          | 29                |
| Italia            | 1                 |
| Norvegia          | 18                |
| Paesi Bassi       | 95                |
| Polonia           | 16                |
| Repubblica Ceca   | 24                |
| Spagna            | 11                |
| Svezia            | 32                |
| Svizzera          | 13                |

### Classifiche di fine anno
| Classifica (2000) | Posizione |
| ----------------- | --------- |
| Italia            | 5         |

## Vamos a bailar(2023)
Nel 2023 il duo incide una nuova versione di Vamos a bailar (Esta vida nueva) in collaborazione con Gabry Ponte come parte della raccolta discografica Per sempre. Il 12 luglio dello stesso anno la canzone, dal titolo Vamos a bailar, viene ripubblicata (nella versione prodotta da Gabry Ponte) in duetto con Tiziano Ferro come unico estratto della riedizione digitale di Per sempre.

### Promozione
I cantanti hanno eseguito il brano dal vivo per la prima volta l'11 luglio 2023 durante il concerto allo Stadio Renato Dall'Ara di Bologna, tappa del TZN Tour 2023.

### Tracce
Testi e musiche di Paola e Chiara Iezzi.
1. Vamos a bailar (feat. Tiziano Ferro e Gabry Ponte) – 3:24